# Ариллоид

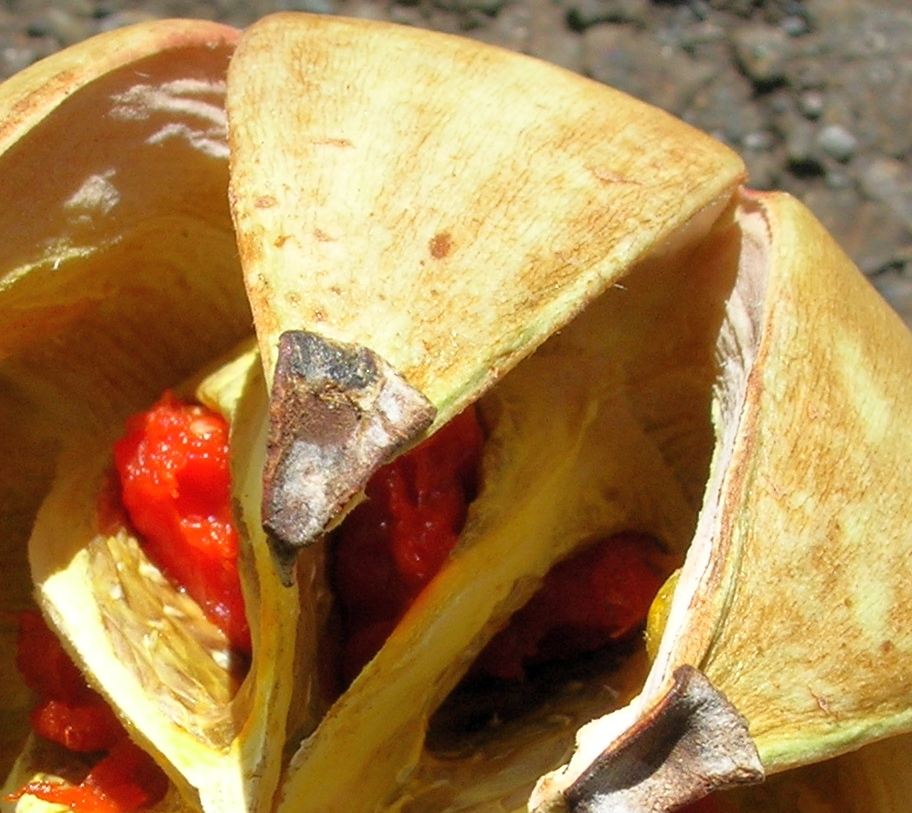
Раскрытый плод клузия розовая|клузии розовой (Clusia rosea), внутри которого видны семена с оранжевыми ариллоидами.

Арилло́ид (от лат. arillus «кровелька», «мантия» и др.-греч. εἶδος «вид»), или ложный ариллус, или ложная кровелька — разрастание ткани наружного интегумента; позже из интегумента семязачатка развивается оболочка семени, поэтому ариллоид можно определить и как вырост семенной кожуры. Отличие ариллоидов от ариллусов («истинных ариллусов») состоит в том, что последние являются разрастанием тканей не интегумента, а семяножки.
Ариллоиды обычно содержат питательные вещества, которые привлекают потенциальных распространителей семян — в первую очередь муравьёв, а также птиц.
Ариллоиды характерны для семян растений из родов Клузия (Clusia), Копытень (Asarum), Миристика (Myristica) (в том числе для мускатного ореха), Пролеска (Scilla) и многих других.

## Разновидности ариллоидов
По месту разрастания различают следующие разновидности ариллоидов:
- кару́нкула (от лат. caruncula «мясистый вырост») — ариллоид, возникающий в результате разрастания в области семявхода;
- строфиоль — ариллоид, возникающий в результате разрастания в области семенного шва.